# Normala
Normala je najopćenitije pravac ili vektor koji je okomit na objekt o kojem se govori (npr. normala na krivulju, normala na površinu i sl.).

## Normala na krivulju
Normala na krivulju {\displaystyle y=f(x)} u točki {\displaystyle x_{0}} predstavlja pravac koji prolazi kroz točku {\displaystyle (x_{0},f(x_{0}))} i okomit je na tangentu krivulje u toj točki. Budući da je interpretacija prve derivacije funkcije koeficijent smjera pravca, od. tangente, to je jednadžba normale
{\displaystyle y-f(x_{0})=-{\frac {1}{f'(x_{0})}}(x-x_{0}),}
uz pretpostavku da prva derivacija ne iščezaje u točki {\displaystyle x_{0}}, tj. {\displaystyle (f'(x_{0})\neq 0).}
Ako je {\displaystyle f'(x_{0})=0}, tada je jednadžba normale {\displaystyle x=x_{0}}, tj. normala je očito paralelna s {\displaystyle y}-osi. 
Vektor normale je vektor koji leži na prethodno definiranom pravcu – normali. Pod pojmom normala, dakle, nekad razumijevamo prethodno definirani pravac, a nekad vektor koji leži na tom pravcu. Vektor normale po dogovoru najčešće gleda „van” krivulje. 

## Normala na površinu
Vektor normale na površinu u točki {\displaystyle T} je vektor okomit na tangencijalnu ravninu površine u točki {\displaystyle T}. U slučaju ravne površine, očito je to vektor okomit na samu tu ravninu, i dan je vektorskim produktom bilo kojih dvaju vektora koja leže u ravnini. Ravnina, dakle, može imati normalu u dva smjera.
Normala na opću površinu, parametriziranu sustavom krivolinijskih koordinata {\displaystyle \mathbf {x} (s,t)}, gdje su {\displaystyle s} i {\displaystyle t} realne varijable, dana je vektorskim umnoškom parcijalnih derivacija po respektivnim koordinatama:
{\displaystyle {\partial \mathbf {x}  \over \partial s}\times {\partial \mathbf {x}  \over \partial t}.}
Normala na opću površinu, zadanu implicitno jednadžbom 
{\displaystyle f(x,y,z)=0,}
u točki {\displaystyle T=(x,y,z)} dana je gradijentom:
{\displaystyle \nabla f(x,y,z).}

## Iznimke
Ako određena površina u nekoj točki nema definiranu tangencijalnu ravninu, onda tu nema definiranu ni normalu. Tako, npr., valjak nema definiranu normalu na spoju plašta i dna, stožac nema normale u vrhu; u dvije dimenzije, funkcija {\displaystyle f(x)=|x|} nema definiranu normalu u ishodištu. 

## Jedinstvenost
Već smo kod normale na krivulju mogli nazreti da normala nema jedinstven smjer – vektor normale na pravac već ima dva moguća smjera. Za orijentiranu površinu, normala se određuje pravilom desne ruke, tj., rečeno intuitivno, „gleda prema van”. 

## Vanjske poveznice
- Tangenta i normala
- Java applet za traženje normale  Arhivirana inačica izvorne stranice od 16. svibnja 2008. (Wayback Machine)